# دیوید چارلز وایس
دیوید چارلز وایس (انگلیسی: David C. Weiss؛ زادهٔ ۱۹۵۶) سیاستمدار اهل ایالات متحده آمریکا است.